# Thomas Tull
Thomas Tull (Endwell, 9 giugno 1970) è un imprenditore e produttore cinematografico statunitense, co-fondatore dello studio cinematografico Legendary Pictures.
Secondo Forbes il suo patrimonio ammonta a 3 miliardi di dollari.

## Biografia
Nato a Endwell nel 1970, Tull si è laureato pressò l'Hamilton College. In seguito ha avviato una catena di lavanderie a gettoni, ha acquistato e venduto con profitto degli uffici delle imposte ed è divenuto direttore delle operazioni della Tax Services of America. Nel 2000 ha co-fondato la Legendary Pictures assieme a Scott Mednick e William Fay. Tre anni dopo decise di finanziare grandi progetti cinematografici tramite private equity. Nel 2005 firmò un accordo in collaborazione con la Warner Bros. per co-produrre e co-finanziare 40 film nell'arco di sette anni. Scaduto il contratto con la Warners Bros., la Legendary Pictures avviò una collaborazione con la Universal Pictures destinata a perdurare per cinque anni. Nel 2017 Tull si è dimesso dalla carica di CEO della Legendary Pictures e ha fondato la Tulco.